# إخصاب بشري

رد فعل الجسيم الطرفي لقنفذ البحر، وهي عملية مشابهة. لاحظ أن الصورة توضح عدة مراحل لنفس الحيوان المنوي - واحدة فقط تخترق البويضة

الإخصاب البشري هو اتحاد بويضة بشرية وحيوان منوي، والتي تحدث عادة في أمبولة أنبوب الرحم. ونتيجة لهذا الاتحاد هو إنتاج اللاقحة، أو البويضة الملقحة، وبدء النماء السابق للولادة. وقد اكتشف العلماء ديناميات إخصاب الإنسان في القرن التاسع عشر الميلادي.